# Tenisová sezóna Rogera Federera 2020
Tenisová sezóna Rogera Federera 2020 začala na australském kontinentu, kde švýcarský tenista na úvodním Grand Slamu Australian Open po porážce s dlouholetým rivalem Novakem Djokovićem skončil v semifinálové fázi. Melbournský turnaj se pro něj stal jediným odehraným turnajem, když v půlce února podstoupil pro problémy s pravým kolenem operaci a následně zrušil svou účast na všech turnajích do konce antukové části sezóny včetně grandslamového French Open s plánem vrátit na travnaté turnaje. Sezóna a okruh byly na začátku března oficiálně přerušeny pro propuknutí pandemie onemocnění covid-19. Přesunuta nebo zrušena byla většina turnajů původně hraných v tomto období, včetně Wimbledonu a přerušení sezóny bylo prodlouženo až do konce července. V červnu pro pokračující zranění kolene Federer na sociálních sítích oznámil, že se na kurty vrátí až v roce 2021.

## Přehled sezóny

### Zimní sezóna na tvrdém povrchu

#### Australian Open
Sezónu rozehrál po vynechání premiérového ročníku nové týmové soutěže ATP Cupu, která nahradila Hopman Cup, až grandslamovým Australian Open v roli světové a turnajové trojky. V prvním a ve druhém  přehrál Američana Johnsona a Srba Krajinoviće bez ztráty setu. Soupeřem ve třetím kolem mu byl domácí tenista a Federerův přemožitel z posledního US Open John Millman. V nově zavedeném supertiebreaku závěrečného setu hraného do 10 bodů prohrával již 4:8, než šesti body v řadě koncovku otočil. Díky této výhře zaznamenal jako první tenista v historii 100. singlovou výhru na Australian Open a první hráč se 100 vítězstvími na dvou odlišných grandslamech. První set utkání čtvrtého kola ztratil proti maďarskému tenistovi Fucsovicsovi, v dalších třech ztratil dohromady jen pět gamů a postoupil do 15. čtvrtfinále na australském grandslamu. V něm se ocitl proti až stému tenistovi světa Tennysu Sandgrenovi na hraně porážky, když musel ve čtvrtém setu odvracet celkem sedm mečbolů, z toho šest na svém podání. V zápase se nechal také ošetřovat kvůli bolesti třísel. Vítězství na Sandgrenem znamenalo 15. postup do semifinále na tomto turnaji, kam se dostal ve 38 osmi letech jako nejstarší hráč od Kena Rosewalla v roce 1977, a prodloužení šňůry na 19 vítězství proti americkým tenistům na Grand Slamech v řadě . Do semifinále proti světové dvojce Novaku Djokovići, které bylo jejich jubilejním 50. společným zápasem, vstupoval jako outsider, v první setu se však ujal vedení 4–1 a 40:0 a později 5–2. Set nakonec prohrál jasně ve zkrácené hře a po zbytek zápasu si nevypracoval při podání Srba ani jeden breakball a prohrál ve třech setech.

## Přehled utkání

### Dvouhra: 6 (5–1)
| Turnaj | utkání                                                                                            | fáze        | soupeř           | ATP  | stav   | výsledek                           |
| --- | ------------------------------------------------------------------------------------------------- | ----------- | ---------------- | ---- | ------ | ---------------------------------- |
| Australian Open Melbourne, Austrálie Grand Slam tvrdý, venku 20. ledna – 2. února 2020                             | 1508.                                                                                             | 1. kolo     | Steve Johnson    | 75.  | výhra  | 6–3, 6–2, 6–2                      |
| Australian Open Melbourne, Austrálie Grand Slam tvrdý, venku 20. ledna – 2. února 2020                             | 1509.                                                                                             | 2. kolo     | Filip Krajinović | 41.  | výhra  | 6–1, 6–4, 6–1                      |
| Australian Open Melbourne, Austrálie Grand Slam tvrdý, venku 20. ledna – 2. února 2020                             | 1510.                                                                                             | 3. kolo     | John Millman     | 47.  | výhra  | 4–6, 7–6(7–2), 6–4, 4–6, 7–6(10–8) |
| Australian Open Melbourne, Austrálie Grand Slam tvrdý, venku 20. ledna – 2. února 2020                             | 1511.                                                                                             | 4. kolo     | Márton Fucsovics | 67.  | výhra  | 4–6, 6–1, 6–2, 6–2                 |
| Australian Open Melbourne, Austrálie Grand Slam tvrdý, venku 20. ledna – 2. února 2020                             | 1512.                                                                                             | čtvrtfinále | Tennys Sandgren  | 100. | výhra  | 6–3, 2–6, 2–6, 7–6(10–8), 6–3      |
| Australian Open Melbourne, Austrálie Grand Slam tvrdý, venku 20. ledna – 2. února 2020                             | 1513.                                                                                             | semifinále  | Novak Djoković   | 2.   | prohra | 6–7(1–7), 4–6, 3–6                 |
| Australian Open Melbourne, Austrálie Grand Slam tvrdý, venku 20. ledna – 2. února 2020                             | obhajoval bodů = 180, získal = 720, celkem = 8 795 (↑ 2265 ↓ 85); posun na žebříčku = 3. → 3. (0) |             |                  |      |        |                                    |
| ATP – postavení na žebříčku ATP; zs – základní skupina, ↑ bodová ztráta na +1 příčku, ↓ bodový náskok na -1 příčku |                                                                                                   |             |                  |      |        |                                    |

## Finanční odměny
| turnaj                    | turnaj            | finanční odměna | celkem       |
| ------------------------- | ----------------- | --------------- | ------------ |
| Australian Open           | Australian Open   | A$1 040 000     | $714 792     |
| Přehled                   | výdělek v sezóně  |                 | $714 792     |
| Přehled                   | výdělek v kariéře |                 | $129 946 683 |
| kurziva – turnajový titul |                   |                 |              |

## Poměr vzájemných utkání
Přehled uvádí poměr vzájemných utkání dvouhry Rogera Federera:
aktivní poměr
- Márton Fucsovics 1–0
- Steve Johnson 1–0
- Filip Krajinović 1–0
- John Millman 1–0
- Tennys Sandgren 1–0

pasivní poměr
- Novak Djoković 0–1